# Julie Richardson
Pour les articles homonymes, voir Richardson.
Julie Richardson (née le 30 mars 1967) est une joueuse de tennis néo-zélandaise, professionnelle du milieu des années 1980 à 1995.
Elle s'est essentiellement illustrée dans les épreuves de double dames, discipline dans laquelle elle a décroché sept titres sur le circuit WTA, dont trois aux côtés de l'Américaine Anna Maria Fernández.

## Palmarès

### Titres en double dames
| No | Date       | Nom et lieu du tournoi                    | Catégorie | Dotation  | Surface    | Partenaire           | Finalistes                     | Score         |          |
| -- | ---------- | ----------------------------------------- | --------- | --------- | ---------- | -------------------- | ------------------------------ | ------------- | -------- |
| 1  | 14/10/1985 | Japan Open Tokyo                          |           | 50 000 $  | Dur (ext.) | Belinda Cordwell     | Laura Arraya Beth Herr         | 6-4, 6-4      | Parcours |
| 2  | 20/10/1986 | Singapore Open Singapour                  |           | 50 000 $  | Dur (int.) | Anna Maria Fernández | Sandy Collins Sharon Walsh     | 6-3, 6-2      | Parcours |
| 3  | 26/01/1987 | Nutri-Metrics International Open Auckland |           | 50 000 $  | Dur (ext.) | Anna Maria Fernández | Gretchen Rush Elizabeth Minter | 4-6, 6-4, 6-2 | Parcours |
| 4  | 27/04/1987 | Singapore Open Kallang                    |           | 50 000 $  | Dur (ext.) | Anna Maria Fernández | Barbara Gerken Heather Ludloff | 6-1, 6-4      | Parcours |
| 5  | 18/07/1988 | OTB Open Schenectady                      | Tier V    | 50 000 $  | Dur (ext.) | Ann Henricksson      | Lea Antonoplis Cammy MacGregor | 6-3, 3-6, 7-5 | Parcours |
| 6  | 04/02/1991 | Fernleaf Butter Classic Wellington        | Tier V    | 100 000 $ | Dur (ext.) | Jo-Anne Faull        | Belinda Borneo Clare Wood      | 2-6, 7-5, 7-6 | Parcours |
| 7  | 28/09/1992 | P&G Open Taïwan                           | Tier IV   | 100 000 $ | Dur (ext.) | Jo-Anne Faull        | Amanda Coetzer Cammy MacGregor | 3-6, 6-3, 6-2 | Parcours |

### Finales en double dames
| No | Date       | Nom et lieu du tournoi                    | Catégorie | Dotation  | Surface         | Vainqueures                         | Partenaire       | Score         |          |
| -- | ---------- | ----------------------------------------- | --------- | --------- | --------------- | ----------------------------------- | ---------------- | ------------- | -------- |
| 1  | 01/02/1988 | Fernleaf Classic Wellington               | Tier V    | 50 000 $  | Dur (ext.)      | Patty Fendick Jill Hetherington     | Belinda Cordwell | 6-3, 6-3      | Parcours |
| 2  | 18/04/1988 | Taipei International Championships Taïwan | Tier V    | 50 000 $  | Moquette (int.) | Patty Fendick Ann Henricksson       | Belinda Cordwell | 6-2, 2-6, 6-2 | Parcours |
| 3  | 05/02/1990 | Fernleaf International Classic Wellington | Tier V    | 75 000 $  | Dur (ext.)      | Natalia Medvedeva Leila Meskhi      | Michelle Jaggard | 6-3, 2-6, 6-4 | Parcours |
| 4  | 22/10/1990 | Puerto Rico Open Dorado                   | Tier IV   | 150 000 $ | Dur (ext.)      | Elena Bryukhovets Natalia Medvedeva | Amy Frazier      | 6-4, 6-2      | Parcours |
| 5  | 28/01/1991 | Nutri-Metics Bendon Classic Auckland      | Tier V    | 100 000 $ | Dur (ext.)      | Patty Fendick Larisa Neiland        | Jo-Anne Faull    | 6-3, 6-3      | Parcours |
| 6  | 03/02/1992 | Fernleaf Butter Classic Wellington        | Tier V    | 100 000 $ | Dur (ext.)      | Belinda Borneo Clare Wood           | Jo-Anne Faull    | 6-0, 7-6      | Parcours |
| 7  | 31/01/1994 | Amway Classic Auckland                    | Tier IV   | 100 000 $ | Dur (ext.)      | Patricia Hy Mercedes Paz            | Jenny Byrne      | 6-4, 7-6      | Parcours |

## Parcours en Grand Chelem

### En simple dames
| Année | Open d'Australie | Open d'Australie | Internationaux de France | Internationaux de France | Wimbledon       | Wimbledon        | US Open         | US Open           |
| 1986  | n/a              | n/a              | -                        | -                        | 1er tour (1/64) | Ann Henricksson  | 1er tour (1/64) | Bonnie Gadusek    |
| 1987  | 2e tour (1/32)   | Hana Mandlíková  | -                        | -                        | -               | -                | -               | -                 |
| 1988  | 2e tour (1/32)   | L. Eldredge      | -                        | -                        | -               | -                | 3e tour (1/16)  | Gabriela Sabatini |
| 1989  | 1er tour (1/64)  | Helena Suková    | -                        | -                        | 1er tour (1/64) | Rosalyn Fairbank | -               | -                 |
| 1991  | 1er tour (1/64)  | Anke Huber       | -                        | -                        | -               | -                | -               | -                 |

À droite du résultat, l’ultime adversaire.

### En double dames
| Année | Open d'Australie (janvier)    | Open d'Australie (janvier) | Internationaux de France        | Internationaux de France   | Wimbledon                       | Wimbledon                  | US Open                         | US Open                    | Open d'Australie (décembre) | Open d'Australie (décembre) |
| 1984  | n/a                           | n/a                        | -                               | -                          | -                               | -                          | 1er tour (1/32) B. Cordwell     | Kohde-Kilsch H. Mandlíková | -                           | -                           |
| 1985  | n/a                           | n/a                        | -                               | -                          | 1er tour (1/32) B. Cordwell     | B. Potter Sharon Walsh     | 1er tour (1/32) C. MacGregor    | Navrátilová Pam Shriver    | 1er tour (1/16) B. Cordwell | Chris Evert C. Lindqvist    |
| 1986  | n/a                           | n/a                        | 1er tour (1/32) A. M. Fernández | K. Horvath R. Maršíková    | 3e tour (1/8) A. M. Fernández   | Patty Fendick Hetherington | 1er tour (1/32) B. Cordwell     | S. Cecchini Sabrina Goleš  | n/a                         | n/a                         |
| 1987  | -                             | -                          | 1er tour (1/32) A. M. Fernández | K. Okamoto Naoko Sato      | 1/4 de finale A. M. Fernández   | Lori McNeil Robin White    | 1er tour (1/32) A. M. Fernández | M. L. Piatek Anne White    | n/a                         | n/a                         |
| 1988  | 2e tour (1/16) B. Cordwell    | Katrina Adams Penny Barg   | -                               | -                          | 1er tour (1/32) A. M. Fernández | Anne Minter H. Witvoet     | 2e tour (1/16) B. Cordwell      | Navrátilová Pam Shriver    | n/a                         | n/a                         |
| 1989  | 2e tour (1/16) D. Balestrat   | E. Smylie W. Turnbull      | 2e tour (1/16) Anne Minter      | Lise Gregory Gretchen Rush | 2e tour (1/16) Anne Minter      | E. Smylie W. Turnbull      | 1er tour (1/32) Anne Minter     | Penny Barg Henricksson     | n/a                         | n/a                         |
| 1990  | 3e tour (1/8) Anne Minter     | Jana Novotná Helena Suková | -                               | -                          | 2e tour (1/16) Jo Durie         | Jana Novotná Helena Suková | 1er tour (1/32) Jo Durie        | A. Sánchez Robin White     | n/a                         | n/a                         |
| 1991  | 2e tour (1/16) B. Cordwell    | Patty Fendick MJ Fernández | -                               | -                          | -                               | -                          | -                               | -                          | n/a                         | n/a                         |
| 1992  | 1er tour (1/32) Jo-Anne Faull | A. Sánchez Helena Suková   | 1er tour (1/32) Jo-Anne Faull   | Segura-Perez Janet Souto   | 1/4 de finale Jo-Anne Faull     | Navrátilová Pam Shriver    | 2e tour (1/16) Jo-Anne Faull    | MJ Fernández Zina Garrison | n/a                         | n/a                         |
| 1993  | 3e tour (1/8) R. Fairbank     | G. Fernández N. Zvereva    | 1er tour (1/32) M. Jaggard      | M. Maleeva                 | 1/4 de finale Jo-Anne Faull     | L. Neiland Jana Novotná    | 1/4 de finale Elna Reinach      | A. Sánchez Helena Suková   | n/a                         | n/a                         |
| 1994  | 1/4 de finale Ann Grossman    | Patty Fendick M. McGrath   | 2e tour (1/16) K. Radford       | M. Bollegraf Navrátilová   | 2e tour (1/16) Jenny Byrne      | Laura Golarsa Caroline Vis | 2e tour (1/16) Jenny Byrne      | G. Fernández N. Zvereva    | n/a                         | n/a                         |
| 1995  | 1er tour (1/32) Jo-Anne Faull | L. Davenport Lisa Raymond  | -                               | -                          | -                               | -                          | -                               | -                          | n/a                         | n/a                         |

Sous le résultat, la partenaire ; à droite, l’ultime équipe adverse.

### En double mixte
| Année | Open d'Australie (janvier),   | Open d'Australie (janvier), | Internationaux de France    | Internationaux de France   | Wimbledon                     | Wimbledon                  | US Open                     | US Open                  | Open d'Australie (décembre), | Open d'Australie (décembre), |
| 1985  | n/a                           | n/a                         | -                           | -                          | 1er tour (1/32) David Mustard | M. Maleeva Tom Gullikson   | -                           | -                        | n/a                          | n/a                          |
| 1986  | n/a                           | n/a                         | 1er tour (1/32) S. Perkiss  | Robin White Marty Davis    | 1er tour (1/32) Craig Wittus  | Eva Pfaff Steve Denton     | -                           | -                        | n/a                          | n/a                          |
| 1987  | 1er tour (1/16) Bruce Derlin  | Carin Bakkum Rick Rudeen    | -                           | -                          | -                             | -                          | -                           | -                        | n/a                          | n/a                          |
| 1988  | 2e tour (1/8) K. Evernden     | Carin Bakkum Tom Nijssen    | -                           | -                          | 2e tour (1/16) K. Evernden    | Tine Scheuer M. Mortensen  | -                           | -                        | n/a                          | n/a                          |
| 1989  | 1er tour (1/16) K. Evernden   | Jenny Byrne D. Macpherson   | -                           | -                          | -                             | -                          | -                           | -                        | n/a                          | n/a                          |
| 1990  | -                             | -                           | -                           | -                          | 2e tour (1/16) Bruce Derlin   | G. Fernández Darren Cahill | 2e tour (1/8) D. Macpherson | R. McQuillan K. Evernden | n/a                          | n/a                          |
| 1991  | 1er tour (1/16) D. Macpherson | Sandy Collins Todd Witsken  | -                           | -                          | -                             | -                          | -                           | -                        | n/a                          | n/a                          |
| 1993  | 1er tour (1/16) Laurie Warder | M. Jaggard Jacco Eltingh    | 1er tour (1/32) J. de Jager | Gorrochategui Piet Norval  | 1er tour (1/32) Neil Broad    | A. Coetzer Stefan Kruger   | -                           | -                        | n/a                          | n/a                          |
| 1994  | -                             | -                           | 2e tour (1/16) Ken Flach    | Erika de Lone Joshua Eagle | 3e tour (1/8) Ken Flach       | L. Neiland A. Olhovskiy    | -                           | -                        | n/a                          | n/a                          |

Sous le résultat, le partenaire ; à droite, l’ultime équipe adverse.

## Parcours en Coupe de la Fédération
| #                                                                            | Date       | Lieu      | Surface                           | Gagnante(s)                          | Perdante(s)                         | Score         |          |
|                                                                              |            |           |                                   |                                      |                                     |               |          |
| 1985 - 1er tour (groupe mondial) - France - Nouvelle-Zélande - 1 : 2         |            |           |                                   |                                      |                                     |               |          |
| 1                                                                            | 08/10/1985 | Nagoya    | Dur (ext.)                        | Nathalie Tauziat                     | Julie Richardson                    | 3-6, 6-3, 6-2 | Parcours |
| 1                                                                            | 08/10/1985 | Nagoya    | Dur (ext.)                        | Belinda Cordwell Julie Richardson    | Isabelle Demongeot Nathalie Tauziat | 6-0, 7-5      | Parcours |
|                                                                              |            |           |                                   |                                      |                                     |               |          |
| 1985 - 2e tour (groupe mondial) - Argentine - Nouvelle-Zélande - 2 : 1       |            |           |                                   |                                      |                                     |               |          |
| 2                                                                            | 08/10/1985 | Nagoya    | Dur (ext.)                        | Mercedes Paz                         | Julie Richardson                    | 6-3, 6-4      | Parcours |
| 2                                                                            | 08/10/1985 | Nagoya    | Dur (ext.)                        | Belinda Cordwell Julie Richardson    | Gabriela Sabatini Adriana Villagrán | 6-2, 6-2      | Parcours |
|                                                                              |            |           |                                   |                                      |                                     |               |          |
| 1986 - 1er tour (groupe mondial) - Nouvelle-Zélande - Italie - 1 : 2         |            |           |                                   |                                      |                                     |               |          |
| 3                                                                            | 22/07/1986 | Prague    | Terre (ext.)                      | Laura Garrone                        | Julie Richardson                    | 6-1, 6-1      | Parcours |
| 3                                                                            | 22/07/1986 | Prague    | Terre (ext.)                      | Belinda Cordwell Julie Richardson    | Sandra Cecchini Raffaella Reggi     | 6-3, 6-3      | Parcours |
|                                                                              |            |           |                                   |                                      |                                     |               |          |
| 1987 - 1er tour (groupe mondial) - Brésil - Nouvelle-Zélande - 1 : 2         |            |           |                                   |                                      |                                     |               |          |
| 4                                                                            | 28/07/1987 | Vancouver |                                   | Pat Medrado                          | Julie Richardson                    | 7-5, 6-2      | Parcours |
| 4                                                                            | 28/07/1987 | Vancouver | Belinda Cordwell Julie Richardson | Neige Dias Pat Medrado               | 4-6, 7-5, 6-3                       |               | Parcours |
|                                                                              |            |           |                                   |                                      |                                     |               |          |
| 1987 - 2e tour (groupe mondial) - Argentine - Nouvelle-Zélande - 3 : 0       |            |           |                                   |                                      |                                     |               |          |
| 5                                                                            | 28/07/1987 | Vancouver |                                   | Bettina Fulco                        | Julie Richardson                    | 6-3, 6-4      | Parcours |
| 5                                                                            | 28/07/1987 | Vancouver | Mercedes Paz Gabriela Sabatini    | Belinda Cordwell Julie Richardson    | 4-6, 6-3, 6-1                       |               | Parcours |
|                                                                              |            |           |                                   |                                      |                                     |               |          |
| 1988 - 1er tour (groupe mondial) - Chine - Nouvelle-Zélande - 0 : 3          |            |           |                                   |                                      |                                     |               |          |
| 6                                                                            | 05/12/1988 | Melbourne |                                   | Julie Richardson                     | Zhu Yu-Yu                           | 6-0, 6-2      | Parcours |
| 6                                                                            | 05/12/1988 | Melbourne | Belinda Cordwell Julie Richardson | Hua Wei Tang Min                     | 6-1, 7-63                           |               | Parcours |
|                                                                              |            |           |                                   |                                      |                                     |               |          |
| 1988 - 2e tour (groupe mondial) - Nouvelle-Zélande - Tchécoslovaquie - 0 : 3 |            |           |                                   |                                      |                                     |               |          |
| 7                                                                            | 05/12/1988 | Melbourne |                                   | Radka Zrubáková                      | Julie Richardson                    | 6-1, 6-1      | Parcours |
| 7                                                                            | 05/12/1988 | Melbourne | Jana Novotná Jana Pospíšilová     | Belinda Cordwell Julie Richardson    | 7-61, 7-64                          |               | Parcours |
|                                                                              |            |           |                                   |                                      |                                     |               |          |
| 1989 - 1er tour (groupe mondial) - Italie - Nouvelle-Zélande - 1 : 2         |            |           |                                   |                                      |                                     |               |          |
| 8                                                                            | 03/10/1989 | Tokyo     | Dur (ext.)                        | Laura Garrone Laura Golarsa          | Julie Richardson Ruth Seeman        | 6-2, 7-5      | Parcours |
|                                                                              |            |           |                                   |                                      |                                     |               |          |
| 1989 - 2e tour (groupe mondial) - Nouvelle-Zélande - Australie - 0 : 3       |            |           |                                   |                                      |                                     |               |          |
| 9                                                                            | 03/10/1989 | Tokyo     | Dur (ext.)                        | Jenny Byrne Janine Thompson          | Belinda Cordwell Julie Richardson   | 6-3, 7-5      | Parcours |
|                                                                              |            |           |                                   |                                      |                                     |               |          |
| 1990 - 1er tour (groupe mondial) - Nouvelle-Zélande - Grèce - 3 : 0          |            |           |                                   |                                      |                                     |               |          |
| 10                                                                           | 23/07/1990 | Atlanta   | Dur (ext.)                        | Belinda Cordwell Julie Richardson    | A. Kanellopoúlou Olga Tsarbopoulou  | 6-1, 6-0      | Parcours |
|                                                                              |            |           |                                   |                                      |                                     |               |          |
| 1990 - 2e tour (groupe mondial) - France - Nouvelle-Zélande - 3 : 0          |            |           |                                   |                                      |                                     |               |          |
| 11                                                                           | 23/07/1990 | Atlanta   | Dur (ext.)                        | Isabelle Demongeot Mary Pierce       | Belinda Cordwell Julie Richardson   | 6-3, 6-4      | Parcours |
|                                                                              |            |           |                                   |                                      |                                     |               |          |
| 1992 - 1er tour (groupe mondial) - Allemagne - Nouvelle-Zélande - 3 : 0      |            |           |                                   |                                      |                                     |               |          |
| 12                                                                           | 13/07/1992 | Francfort | Terre (ext.)                      | Sabine Hack Barbara Rittner          | Julie Richardson Amanda Trail       | 5-7, 6-3, 6-2 | Parcours |
|                                                                              |            |           |                                   |                                      |                                     |               |          |
| 1992 - Barrage (groupe mondial I) - Nouvelle-Zélande - Paraguay - 0 : 3      |            |           |                                   |                                      |                                     |               |          |
| 13                                                                           | 15/07/1992 | Francfort | Terre (ext.)                      | Rossana de los Ríos                  | Julie Richardson                    | 6-3, 6-2      | Parcours |
|                                                                              |            |           |                                   |                                      |                                     |               |          |
| 1993 - 1er tour (groupe mondial) - Nouvelle-Zélande - Argentine - 0 : 3      |            |           |                                   |                                      |                                     |               |          |
| 14                                                                           | 19/07/1993 | Francfort | Terre (ext.)                      | Florencia Labat                      | Julie Richardson                    | 6-2, 6-4      | Parcours |
| 14                                                                           | 19/07/1993 | Francfort | Terre (ext.)                      | Inés Gorrochategui Patricia Tarabini | Julie Richardson Claudine Toleafoa  | 6-3, 6-3      | Parcours |
|                                                                              |            |           |                                   |                                      |                                     |               |          |
| 1993 - Barrage (groupe mondial I) - Nouvelle-Zélande - Corée du Sud - 0 : 3  |            |           |                                   |                                      |                                     |               |          |
| 15                                                                           | 20/07/1993 | Francfort | Terre (ext.)                      | Park Sung-hee                        | Julie Richardson                    | 6-1, 6-0      | Parcours |
| 15                                                                           | 20/07/1993 | Francfort | Terre (ext.)                      | Choi Ju-yeon Park Sung-hee           | Julie Richardson Claudine Toleafoa  | 6-2, 6-1      | Parcours |

## Classements WTA en fin de saison

### En simple
| Année | 1985 | 1986 | 1987 | 1988 | 1989 | 1990 | 1991 | 1992 | 1993 | 1994 |
| Rang  | 145  | 162  | 157  | 103  | 257  | 140  | 533  | 146  | 278  | 362  |

Source : (en) « Classements de Julie Richardson », sur le site officiel du WTA Tour

### En double
| Année | 1986 | 1987 | 1988 | 1989 | 1990 | 1991 | 1992 | 1993 | 1994 |
| Rang  | 78   | 82   | 81   | 76   | 49   | 89   | 48   | 44   | 65   |

Source : (en) « Classements de Julie Richardson », sur le site officiel du WTA Tour